# Nürnberg (Bild)
Nürnberg ist ein Bild des deutschen Künstlers Wolf Vostell, das im Jahr 1968 entstand. Es handelt sich um einen Siebdruck und Verwischung auf Leinwand mit den Maßen 100 × 100 cm. Es gehört zur Werkgruppe der Verwischungen, mit der sich der Künstler ab 1961 auseinandersetzte.

## Technik
Die Technik der Verwischung beinhaltet die Bearbeitung von Fotografien aus Zeitschriften durch eine Mischung aus Terpentin und Tetrachlorkohlenstoff. Dadurch werden die Fotografien zumindest teilweise unkenntlich gemacht. Bei Nürnberg wurde das Foto zunächst mittels Siebdrucktechnik auf die Leinwand übertragen. Die Verwischung ist außergewöhnlich großflächig und lässt nur am oberen und rechten Bildrand Reste des zugrundeliegenden Fotos erkennen.

## Beschreibung
Das Bild Nürnberg gewinnt die Aufmerksamkeit zurück, die es durch die Verwischung verloren hat. Es geht darum, „zu verwischen, um klar zu sehen“ – ein Prinzip, das Vostell so formulierte. Der Künstler hinterfragte die Wirkungsmacht der durch die Medien inflationierten Bilder. 1961 arbeitete Vostell für kurze Zeit als Layouter für die Zeitschrift Neue Illustrierte, wo er täglich mit Hunderten von Agenturfotos zeitgeschichtlicher Ereignisse in Kontakt kam. Dieser Umstand spiegelt sich in seiner Auseinandersetzung mit den Verwischungen. Vostell zerstört das Foto, um es letztlich aufzuwerten – eine Aktion, die dem Hegelschen Begriff der Aufhebung entspricht, der gegensätzliche Bedeutungen in sich vereint.
Das Verhüllen und Verdecken spielt in der Kunst des 20. Jahrhunderts eine bedeutende Rolle. Beispiele hierfür sind Werke wie Man Rays L’Enigme d’Isidore Ducasse (1920), Gerhard Richters übermalte Bilder des RAF-Zyklus 18. Oktober 1977 oder Christos Verhüllter Reichstag (1995). Die Verhüllung schafft eine Distanz und eine Aura des Mysteriums, die als Vorstadium der Erkenntnis und der nackten Wahrheit betrachtet werden kann. Dieses Verständnis entspricht weitgehend Vostells ästhetischem Konzept der Dé-coll/age, das ebenfalls darauf abzielt, die Wahrheit darzustellen.
Das Kunstwerk Nürnberg stellt den Betrachter vor die Frage, welche Fotografie vor der Verwischung auf der Leinwand zu sehen war. 2017 machte der Museums- und Ausstellungstechniker Jürgen Schuster Fotos von der mit UV-Licht beleuchteten Leinwandoberfläche. Durch den Einsatz von diversen Bildbearbeitungsprogrammen und das dadurch ermöglichte Spiel mit Helligkeit, Kontrasten und Bildschärfe gelang es ihm, bis dahin noch nicht sichtbare Konturen freizulegen. Das Bild einer Person trat hervor. Deren spontane Identifizierung ist nicht möglich. Möglicherweise kann eine eingehende Recherche in zeitgenössischen Tageszeitungen und Zeitschriften weitere Aufschlüsse geben. Trotz des Titels des Werks ist es vorstellbar, dass das verwischte Foto eine Szene aus dem Vietnamkrieg darstellt. Die Physiognomie des Mannes lässt sich in diese Richtung interpretieren. Der Vietnamkrieg erreichte 1968 mit der sogenannten Tet-Offensive einen dramatischen Höhepunkt, der in den Medien große Aufmerksamkeit erhielt.
Es bleibt die Frage, warum das verwischte Foto den Titel Nürnberg trägt. Hier könnte ein Hinweis auf die Assemblage Warten auf Nürnberg II (1966) von Hans-Peter Alvermann hilfreich sein. Das Werk erinnert an das Massaker von Lidice im Jahr 1942 und kann als Mahnung an die Zeitgenossen verstanden werden. Möglicherweise bezieht sich der Titel Nürnberg in Vostells Bild auf eine Neuauflage der Nürnberger Prozesse und appelliert an eine völkerrechtliche Verurteilung der amerikanischen Kriegsverbrechen in Vietnam.
Das Bild Nürnberg bleibt ein rätselhaftes Werk, das durch seine Verwischung und den provokativen Titel eine Spannung erzeugt. Es regt den Betrachter dazu an, über die Bedeutung von Bildern, die Macht der Medien und die historischen Zusammenhänge nachzudenken. Wolf Vostell hat mit diesem Werk eine kritische Reflexion über die Wahrnehmung von Bildern geschaffen und stellt den Betrachter vor die Herausforderung, das Unsichtbare zu erkennen und zu interpretieren.